# トヨタ・コルサ
コルサ（CORSA）はトヨタ自動車が生産していた小型乗用車（自動車）であり、ターセル／カローラIIの姉妹車。

## 概要
コルサはトヨペット店専売の乗用小型車として設定され（1987年までは東京都の東京トヨタ及び東京トヨペットでの取り扱いと、大阪府のみ大阪トヨタ＝現・大阪トヨペットで販売・トヨペット店扱いという性格上、営業車など法人需要が多かったこともコルサの特徴。1979年10月までトヨペット店がなかった沖縄県では、トヨタ店の沖縄トヨタで取り扱いトヨペット店の沖縄トヨペット発足後もしばらく併売した）、ターセルの姉妹車として誕生した。
2代目となってカローラ店専売カローラII（ハッチバックのみ）の姉妹車種追加を受けた。
これら3車種はフロントグリル形状やリヤガーニッシュ、リアコンビランプの色調とそれぞれの車種名エンブレムの表記意匠が異なる以外はすべて同じモデルライフを送っている。
シリーズを通して爆発的なヒットはなかったが、トヨタ自動車のコンパクトカー戦略を支え続けたモデルとして、同社の歴史に名を刻んでいる。

## 初代 L1#型（1978年 - 1982年）
1978年8月 トヨタ初の前輪駆動車として姉妹車のターセル（ただし北米仕様は発売当初カローラ ターセル名義だった）と、共に販売開始された。
キャッチコピーは「広さのコルサ」。
コルサのボディタイプは、2ドア/4ドアセダンと3ドアハッチバック。
発売当初は1,500cc（SOHC・4気筒・1A-U型）のみだった。
初代と2代目はエンジンを縦置きに搭載、イシゴニス式ミッションの採用をしたFF(前輪駆動)であった。

そのため4mをわずかに切る全長ながら、当時のコンパクトクラスとしては最長を誇る2,500mmのホイールベースを可能にしていた。
パワートレーンの配置はトランスミッションに内蔵されたメインドライブシャフトが車体前方に伸び、デフはクラッチ下に置かれていた。
エンジン縦置きを採用した理由としては「エンジンの整備性向上」、「既存のオートマチックトランスミッション搭載に有利」、「不等長ドライブシャフトに対する等長ドライブシャフトの優位性（トルクステア軽減）」などが挙げられていた。
このパワートレインレイアウトからエンジンとデフが「2階建て構造」となったことにより、車体から観るボンネットの高さや側面のベルトラインが比較的に高い位置となるデザインとなった。
ライバル車に対しロングホイールベースやホイールハウスのないリヤシート、エンジン縦置きレイアウトなどを特徴とする。それによりこのサイズの小型乗用車としては、広い十分な室内空間を確保でき、アメリカ市場において重宝とされ、人気を博した。
1979年6月 1,300ccの2A-U型とオートマチック（1,500ccのみ）を追加。1,500ccのエンジンが1A-U型からE70型カローラ/スプリンターと共通の3A-U型に換装される。
1980年8月 スラントノーズ化されるマイナーチェンジを受けた。同時に1500に「GSLアベニュー」を設定。
販売終了前月までの新車登録台数の累計は11万7715台

## 2代目 L2#型（1982年 - 1989年）
1982年5月 当初の、ボディタイプは4ドアセダンと5ドアハッチバック、エンジンは縦置きを継承。ホイールベースは、取り回し・小回り特性を考慮して、70mmも短くなった。
姉妹車にはカローラ店向けの、カローラIIも加わる。
コルサ・ターセル‣カローラIIはそれぞれ基本構造や仕様は同じである。但し、この2代目よりそれぞれのグレード呼称に、明確な差別化を設けた。コルサは、DX/GX/GXソフィア/SX/SX-5/EXとなる。
1983年8月 3ドアハッチバックを追加。特別仕様車「スポーツS」発売。
1984年8月 マイナーチェンジでフェイスリフト/3ドアSXにエアロパーツと60扁平タイヤ装着のスポーツパッケージ仕様と4ドアセダンに四輪駆動仕様車追加。
1985年1月 3ドア/5ドアハッチバック特別仕様車「GXソフィア(エアコン付)」発売。
1985年9月 4ドアセダン特別仕様車「4WD GXエクストラ」、「4WD EXエクストラ」、3ドア・5ドア特別仕様車「DXエクストラ」をそれぞれ設定、発売。
1985年12月 3ドア/5ドアハッチバックのGXソフィアから発展した特別仕様車「ソフィアスペシャル」発売。
1986年5月 4ドアセダンはマイナーチェンジ。4ドアセダン4WDのEXに電子制御サスペンションシステムTEMSを搭載。3ドア/5ドアハッチバックは販売終了し、後述する3代目へ移行。
1987年10月 特別仕様車「4WD GX特別仕様車」発売。
1989年10月 生産終了。以後、在庫分のみの販売となる。
1990年8月 4ドアセダン販売終了で後述する4代目へ移行。
販売終了前月までの国内新車登録台数の累計は15万6181台

## 3代目 L3#型（1986年 - 1990年）
1986年5月 ボディタイプは3ドア/5ドアハッチバックとなり、4ドアセダンのみ2代目をマイナーチェンジして継続販売とした。発表時のキャッチコピーは、「Yes!BePop CORSA!」
また、2代目からのスポーツグレードは継承され、専用のリトラクタブルヘッドライト仕様(1.5リッターのみ、スポーツパッケージはオプション)となった。
車台及びパワートレインはスターレットがベースとなってエンジン横置き搭載の前輪駆動方式になり、ミッションもジアコーサ式へと変更される。ホイールベースは2代目と比較してさらに50mmも短くなったことで小回りの特性が向上した。このモデルで3ドア/5ドアハッチバックは、全車種横置き型前輪駆動方式となる。
ガソリン車は全車(4ドアセダンは、旧型に準ずる)SOHC12バルブ（1.3L・2E-U型、1.5L・3E-U型、1.5L EFI・3E-EU型）また、この3代目から1.5Lディーゼルターボエンジン（1N-T型）が加わり全てのグレードに"LASRE"エンジンを搭載。
1.3リッターについては4MT/3AT仕様となり、1.5リッターはガソリンエンジン、ディーゼルエンジンにかかわらず5MTと4AT(ロックアップ機構付き)も選択できた。
グレード構成は、DX/GX/ソフィア/SX/EXとなる。DXとソフィア（GXにも？）には1.3リッターガソリンエンジンを搭載、GX/SX/EXには1.5リッターガソリンエンジンを搭載。GXとEX（DXにも？）には新設された1.5リッターディーゼルターボも設定。また、GP-TURBOには電子制御サスペンション、"TEMS"のオプション設定があった。
1986年10月 歴代3姉妹シリーズ唯一の1.5L SOHC12バルブインタークーラーターボエンジン（3E-TEU型）搭載「GPターボ」が、3ドアリトラハッチバックのみ設定される。
特別仕様車の「1.3ソフィア(SOPHIA)スペシャル」を設定、
廉価グレード"DX"の、エアコン/パワステ付きお買い得仕様車として"モア(MOA)"グレードを新設。「モア(MOA)」は"DX"に準じており、1.3リッターガソリンエンジン仕様と1.5リッターディーゼルターボ仕様、ミッションは前者は4MTと3AT、後者は5MTと4ATが選べた。
1988年5月 マイナーチェンジ、グレード設定と呼称の見直し。グレード呼称はTX/GX/MOA/SOPHIA/EX/リトラUX/リトラSX-i/リトラsx-iスポーツパッケージ/リトラGP-TURBOとなる。同時に3ドアのみキャンバストップ仕様の"リトラSX-i"と"1.3ガソリン仕様モア(MOA)"に設定。マイナーチェンジ後のキャッチコピーにはキャンバストップを新設したこともあり、「ぴーかん(晴天を意味する)コルサ」となった。
3ドア/5ドアに1.3リッターガソリンエンジン仕様（4MT/3AT設定）の特別仕様車、「ソフィアスペシャル・モアスペシャル」をそれぞれ追加。
ボディカラーはホワイトとソリッドレッドの2種、ホワイトがブルー内装、レッドはブラック内装となる。
主な仕様として、既設グレード(ソフィア/モア)に対して"ソフィアスペシャル"が「着座位置記憶機能付きシート・パワーウィンドウ・スペシャルエアコン・カラードバンパー/可倒式電動カラードドアミラー/カラードホイール/ブロンズガラス(チルトステアリング？)」、"モアスペシャル"は、「スペシャルエアコン・カラードバンパー/可倒式カラードドアミラー/カラードホイール」となるら。
販売終了前月までの国内新車登録台数の累計は18万6867台。

## 4代目 L4#型（1990年 - 1994年）
1990年9月 発表時のキャッチコピーは、「走れ少年コルサ」だった。ボディタイプは、3ドアハッチバックと4ドアセダン。4ドアセダンは2代目以来の刷新となったものの、5ドアハッチバックが消滅した。3ドアリトラ「1.5GPターボ」は廃止され、全グレードのエンジンがDOHC16バルブ（ハイメカツインカム）・EFI化される（ディーゼル車は除く）。今回から4ドアセダンと共に3ドアハッチバックにも四輪駆動仕様が導入された。当時の自動車業界の傾向や世相により、内外装の品質が高くなった。グレード構成は3ドアハッチバックでTX/MOA/SOPHIA/SX/SZ、4ドアセダンがTX/AX/AX-X/VIT/VIT-X/VIT-Zとなる。グレードごとのエンジン構成は1.3リッターガソリン(4E-FE)がTX/MOA/SOPHIA/AX/AX-Xに設定。1.5リッターガソリンはEFI(5E-FE)がSX/VIT/VIT-Xに、同じくEFI-S(5E-FHE)がSZ/VIT‐Zに設定される。1.5リッターディーゼルターボ(1N-T)はTX/MOA/AX/VITに設定される。トランスミッションは1.3リッターガソリンが4MT/3ATと変わりないものの、1.5リッターに関しては基準車が5MT/4ATとなり、グレードSZ/VIT-Zには電子制御4ATの"ECT-S"が奢られた。尚、四輪駆動の設定はグレードMOA/SX/AX/VITとなる。
1992年4月 特別仕様車「3ドア1300モアスペシャル」、「4ドア1300AXスペシャル」、「4ドア1500VIT-Xリミテッド」発売。
1992年8月 マイナーチェンジ。全車前後バンパーが若干大型化されサイドドアビームが標準装備された。一部上級グレードには、"運転席SRSエアバッグ"の設定もあった。グレード構成が見直され3ドアハッチバックがTX/MOA/SOPHIA/SX/SZ、4ドアセダンがTX/AX/AX-X/VIT/VIT-X/VIT-Zとなる。エンジン構成はほぼ前期型と変わらないが、トランスミッションについてはSZ/VIT－Zに設定されていた電子制御4ATの"ECT-S"に対して、1.5リッターガソリン車(グレードSX/VIT)に電子制御4ATの"ECT"が標準となる。
1992年12月 特別仕様車「3ドア1300モアスペシャル」、「4ドア1300AXスペシャル」発売。
1993年5月 特別仕様車「生産累計8000万台記念NEW AXスペシャル」発売。
1993年8月 特別仕様車「3ドア1300モアスペシャル」、「4ドア1300AXスペシャル」仕様変更。ディーラー特別仕様車の車種としても使用設定された。
1994年8月 - 生産終了。在庫のみの対応となる。
1994年9月 - 5代目と入れ替わる形で販売終了。販売終了前月までの国内新車登録台数の累計は21万8458台。

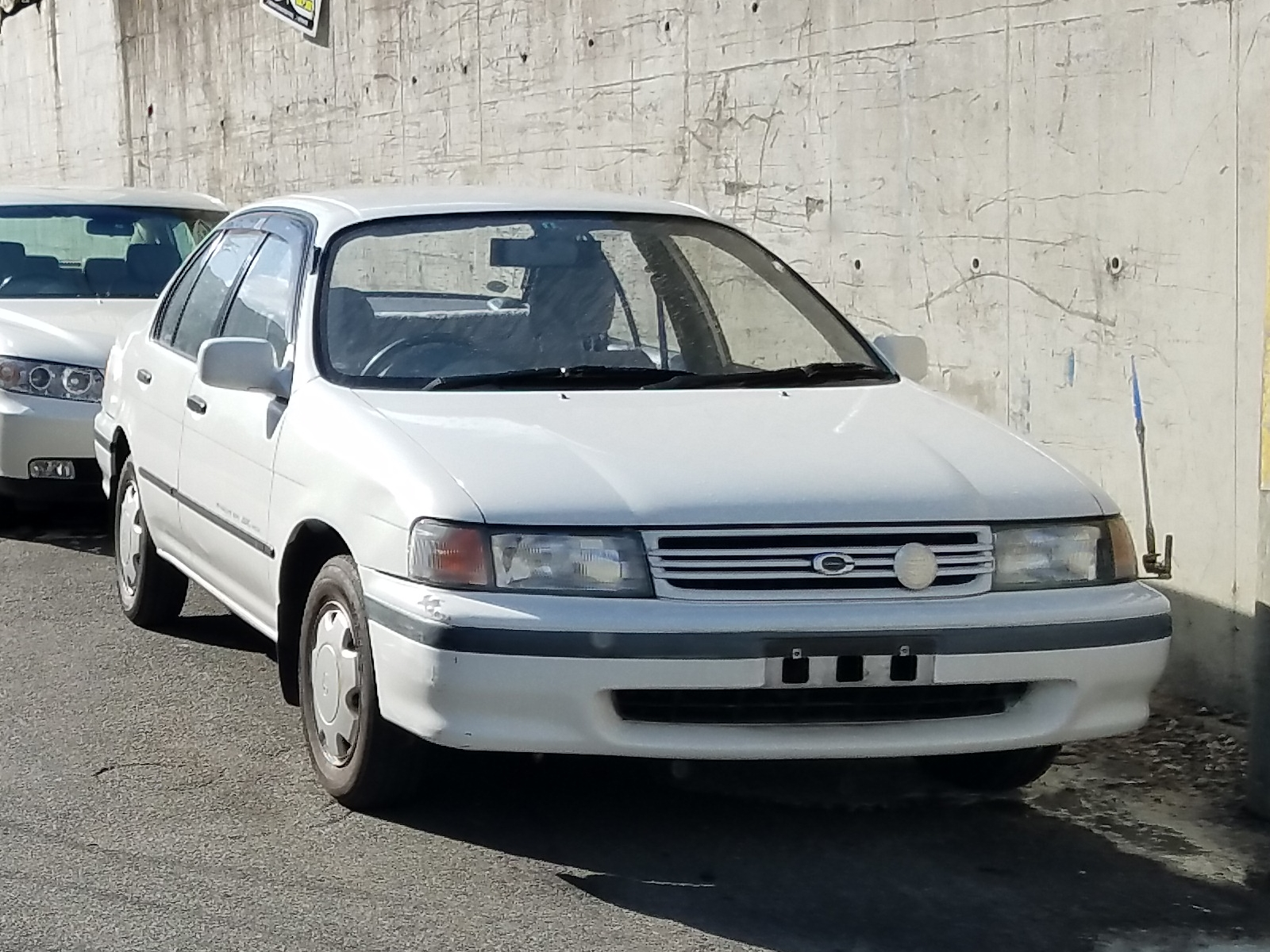
セダン 前期型 フロント
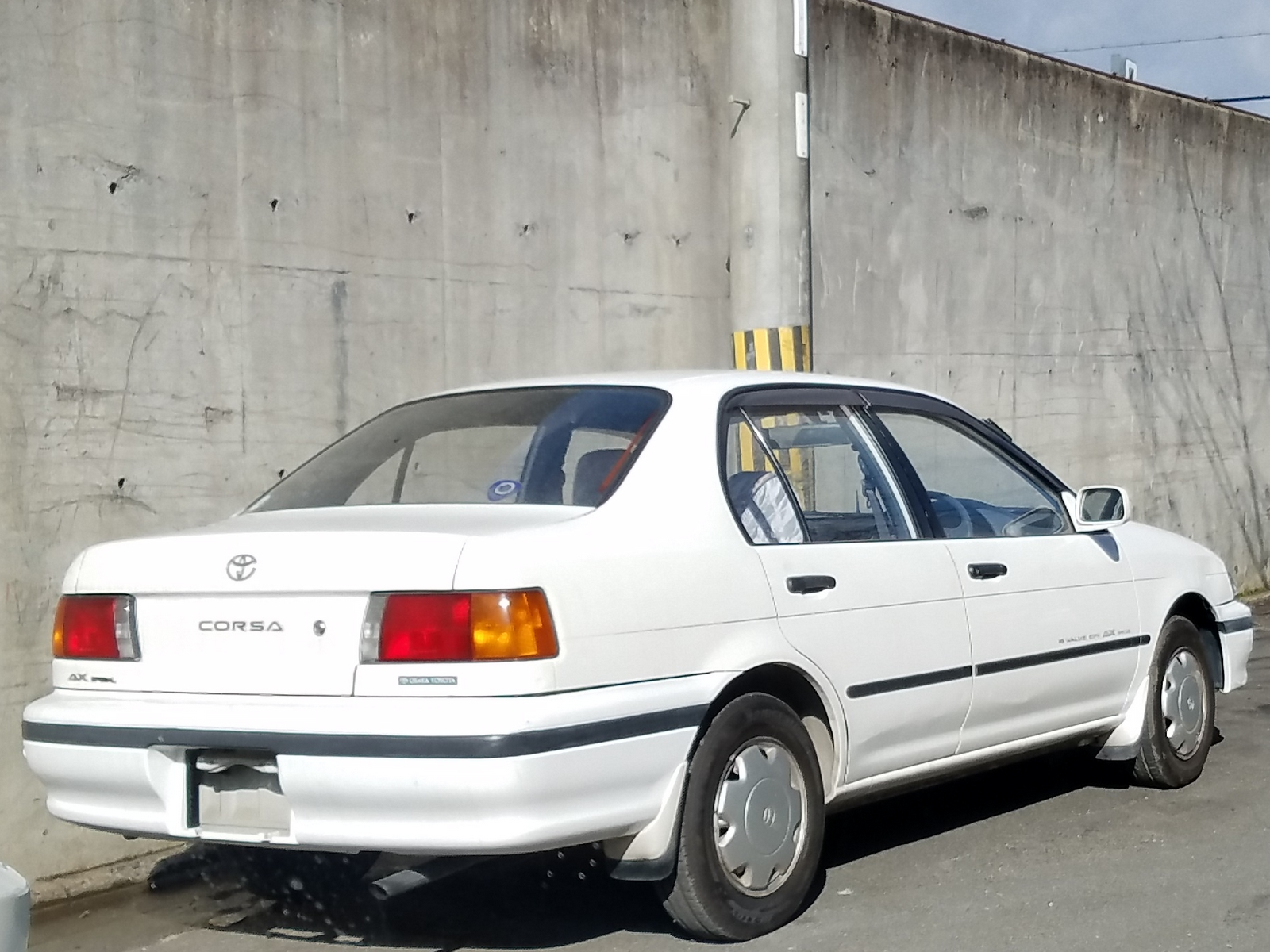
セダン 前期型 リア

## 5代目 L5#型（1994年 - 1999年）
1994年9月 メインキャッチコピーは「おれのコルサに何をする。」セダンのキャッチコピーは「いいサイズのいいセダン」。CMキャラクターには俳優の大地康雄が起用されていた。
ボディタイプは3ドアハッチバックと4ドアセダン。コストダウンを図るべく基本コンポーネントは先代からのキャリーオーバーとなり、先代より直線的なスタイリングを採用。グレード構成は3ドアハッチバックのモア(MOA)/ソフィア(SOPHIA)/シンシア(CYNTHIA)、4ドアセダンのAX/AX-X/VIT-Xとなる。
エンジンは1.3リッターガソリン(4E-FE)をMOA/SOPHIA/AX/AX-Xに設定、また1.5リッターガソリン(5E-FE)をCYNTHIA/VIT-Xに設定、1.5ディーゼルターボ(1N-TE)の設定はMOA/AXのみとされた。
当初はフルラップ衝突対応の衝突安全ボディ"CIAS"が採用されていたが、1996年の一部改良より最新基準となるオフセット衝突対応の衝突安全ボディ"GOA"を採用。運転席SRSエアバッグのオプション設定（1996年以降より標準装備化）、四輪駆動車を1.5リッターガソリンのMOA/AX/CYNTHIA/VIT-Xに設定。
トランスミッションは変わらず1.3リッターガソリンが4MT/3ATという構成に1.5リッターガソリンが5MT/4AT(ECT)、1.5リッターディーゼルターボに5MT/4AT(ロックアップ付き)となった。
セダン全車ショルダーベルトアンカー/ハッチバック全車ショルダーベルトホルダー設定。MOA/AXに対しEパッケージを設定、前後バンパーが未塗装の簡素な仕様となっている。
1995年1月 特別仕様車、1.3リッターガソリン、3ドアMOA-SPECIAL・4ドアAX-SPECIAL・VIT-Xリミテッドを設定。
1996年1月 一部改良、全車に最新基準となるオフセット衝突対応の衝突安全ボディ"GOA"を採用。運転席SRSエアバッグとABSが全車標準装備となる。これに伴い特別仕様車、1.3リッターガソリン、3ドアMOA-SPECIAL/L・4ドアAX-LIMITEDを設定。
1997年12月 マイナーチェンジ、フロント周り/リア周り/シート生地色調の意匠変更。全車にマルチリフレクターヘッドランプが標準装備となる。ボディカラーの見直し、それまでの"スペシャルエアコン"(トヨタのエアコンは3種あり、通常のエアコンがスペシャルエアコン、ECOモード付きがマニュアルエアコン、オートがオートエアコンと、いうことになっている。)仕様に対して、ほとんどのグレードでマニュアルエアコン(ECOモード付き)に切り替わっている。全車デュアルエアバッグ/フロントプリテンショナーシートベルト、リアシート用ヘッドレストとリヤ左右シートベルト3点式の採用、グレード構成の見直しはなく、各グレード/エンジン/駆動方式に変更はない。ただし、ガソリン全車ディストリビュータレスの点火方式に、進化している。
1998年特別仕様車、1.3リッターガソリン、3ドアMOA-SPECIAL/L・4ドアAX-LIMITEDを設定。また3ドアハッチバックに"ヴェローネ"という、ユーロ調の装飾を施した特別モデルを設定。
1998年12月末 オーダーストップに伴い生産終了。以後は在庫のみの対応となる。
1999年7月 事実上のスターレット、ターセルとの統合後継車に当たるヴィッツ/プラッツの生産へと移行するに伴い、5代目を最後に販売終了し20年の歴史に終止符を打った。

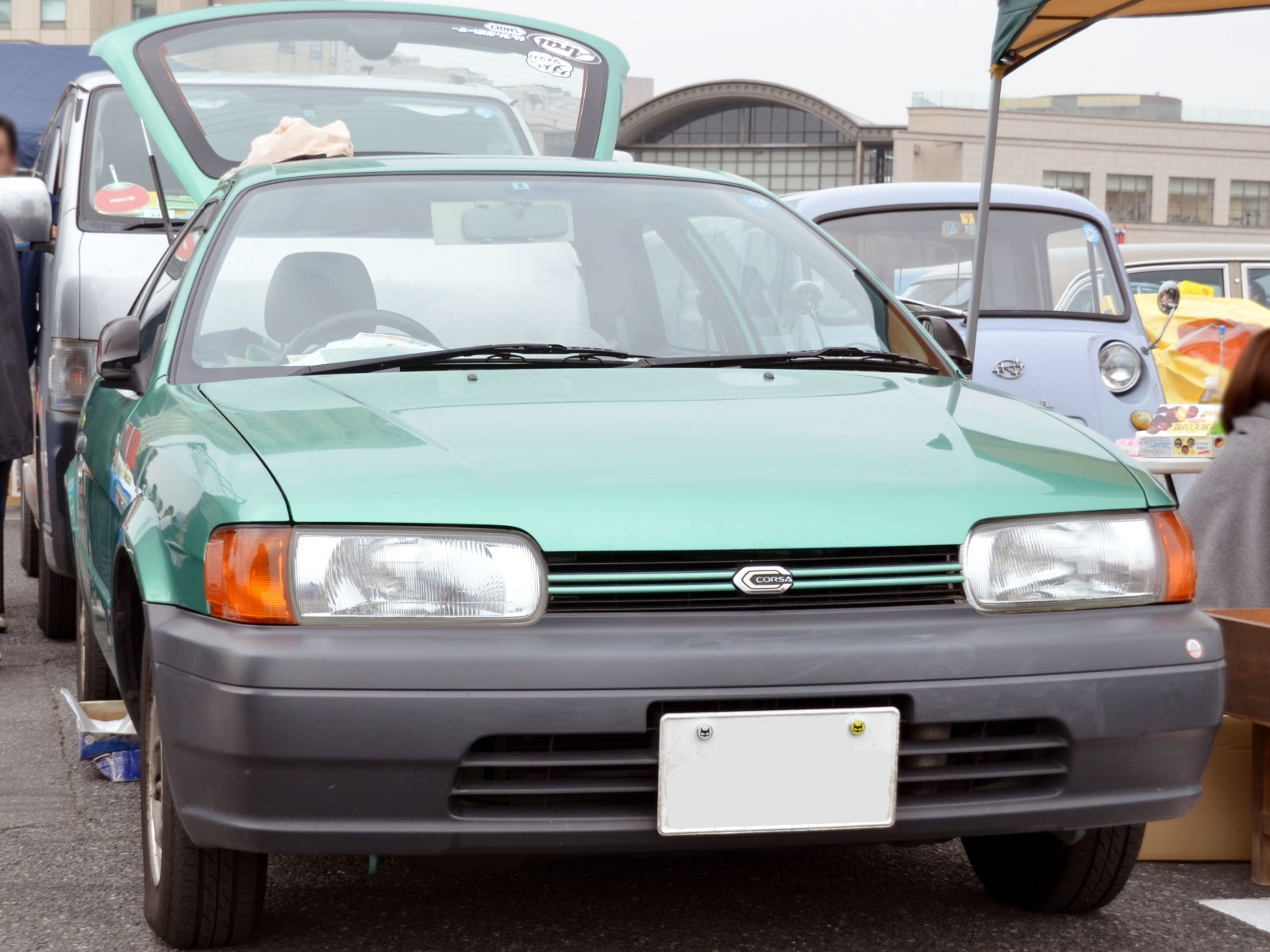
前期型ハッチバック モア Eパッケージ
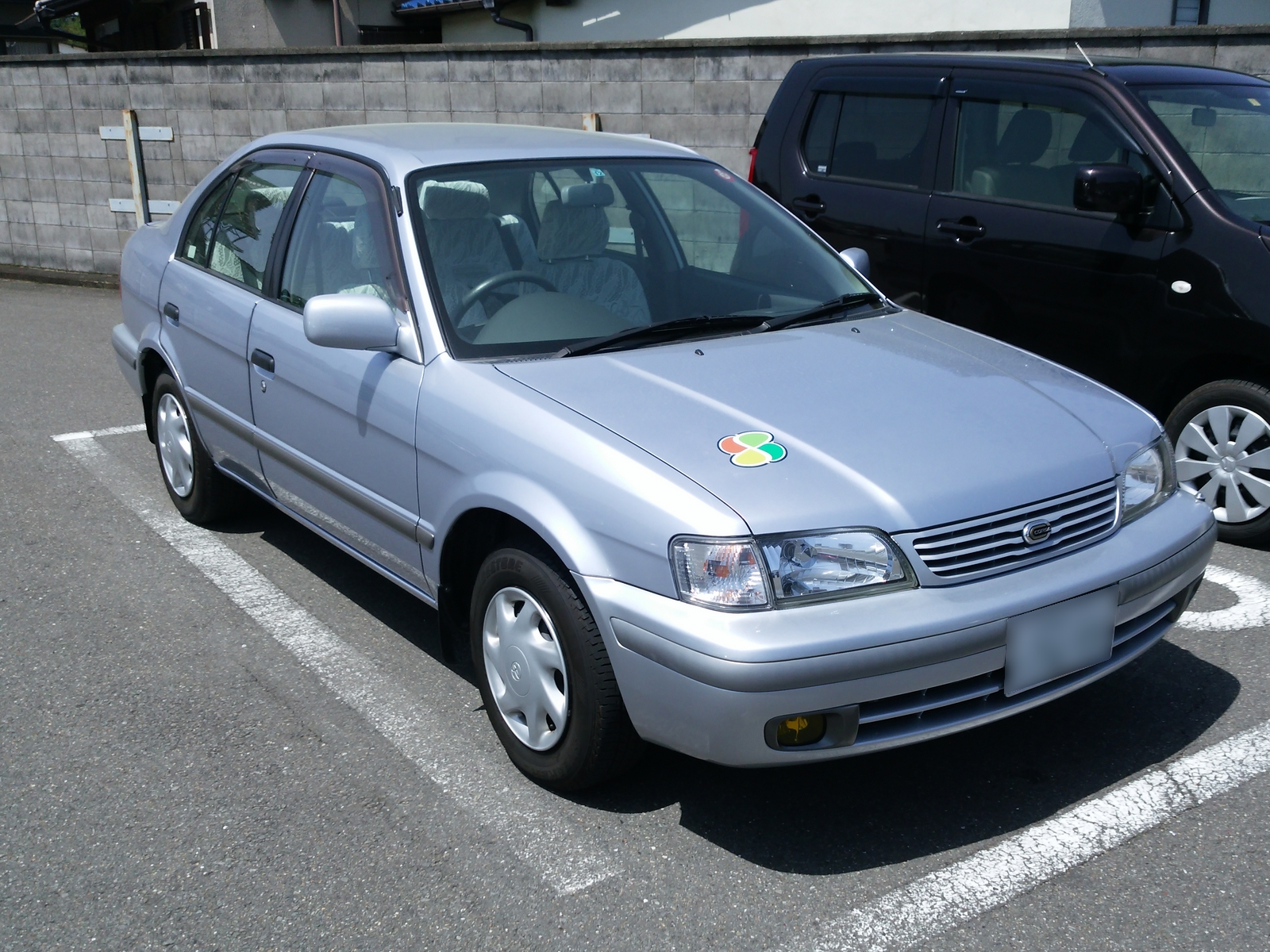
後期型セダン 1.5VIT-X フロント
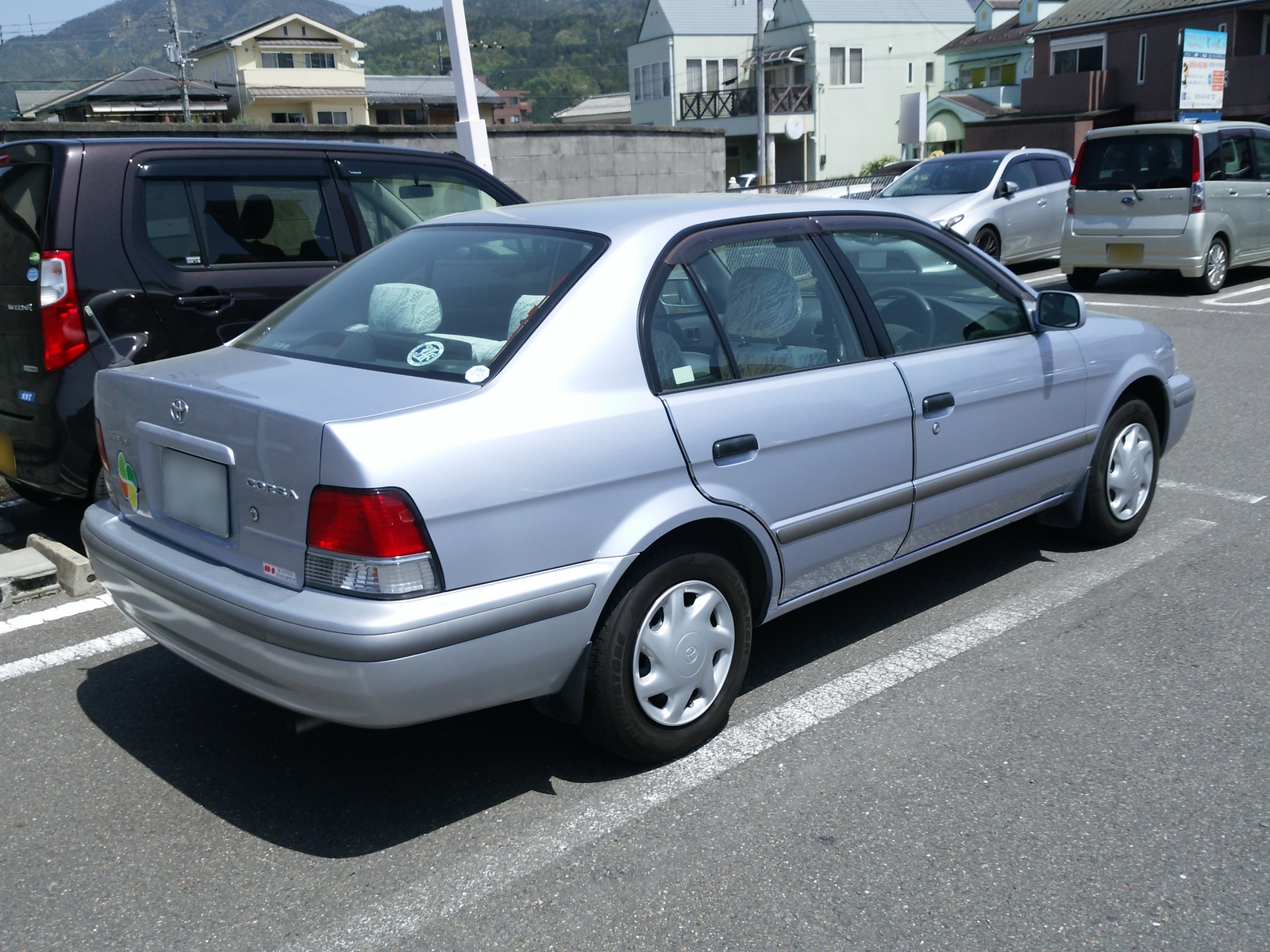
後期型セダン 1.5VIT-X リア

## 車名の由来
イタリア語の「疾走、競走」に由来。
なお、ドイツのオペルが同名のコンパクトカー「オペル・コルサ」を販売しているが、日本市場では商標上の問題により「オペル・ヴィータ」という車名で販売されていた。
2020年8月、トヨタ自動車は日本国内における「コルサ」の商標権を、オペルを買収したステランティスの日本法人であるGroupe PSA Japan（現：Stellantisジャパン）に譲渡し、日本国内においても「オペル・コルサ」として販売することが可能となった。